# Phytomyza pulsatillicola
Phytomyza pulsatillicola är en tvåvingeart som beskrevs av Erich Martin Hering 1962. Phytomyza pulsatillicola ingår i släktet Phytomyza och familjen minerarflugor.
Artens utbredningsområde är Tyskland. Inga underarter finns listade i Catalogue of Life.